# Christian Vanderpleyn
Christian Vanderpleyn est un ingénieur autodidacte franco-belge né le 22 février 1943 à Pignans et mort accidentellement le 11 mars 1992 à Flassans-sur-Issole.

## Biographie

### Jeunesse
Christian Vanderpleyn est très tôt passionné par l'automobile ainsi, en 1960, il est engagé comme mécanicien par le "Garage de l'Avenir" à Gonfaron dans le Var pour faire son apprentissage en mécanique automobile. Il rencontre donc Henri Julien (en), propriétaire du garage et futur fondateur de l'écurie de course automobile AGS. En 1968, Christian Vanderpleyn a 25 ans, Henri Julien lui propose de participer à la conception de la première AGS car l'équipe débute en Formule France avec la JH4. La voiture se révèle tout de suite compétitive et Vanderpleyn va désormais dessiner toutes les voitures d'AGS. En 1980, AGS gagne sa première course en Formule 2 grâce à Richard Dallest à Pau. Les succès s'enchaînent et, en 1984, l'équipe gagne le dernier Grand Prix de Formule 2 de l'histoire de la discipline (avant sa relance dans les années 2010), à Silverstone.

### Accession en Formule 1
En 1985 est créée le premier championnat international de Formule 3000 et l'écurie s'engage en confiant la monoplace à Ivan Capelli. Christian Vanderpleyn crée une monoplace simple et efficace mais Capelli ne parvient pas à en tirer parti. En 1986, AGS passe en Formule 1 et Vanderpleyn conçoit la JH21C qui ne dispute que deux Grands Prix aux mains de Capelli. 
En 1987, Vanderpleyn lance la JH22, confiée au Lyonnais Pascal Fabre et à Roberto Moreno qui parvient à inscrire un point. En 1988, Vanderpleyn et plusieurs membres de l'écurie varoise sont débauchés par Enzo Coloni pour lequel il conçoit la Coloni FC189. Il reste chez Coloni jusqu'en 1990 où il confie la conception de la C4 à une équipe d'étudiants ingénieurs puis part chez Dallara où il récupère la conception d'une monoplace déjà avancée, la Dallara 190.
À l'issue de la saison, Vanderpleyn retourne chez AGS en 1991 pour concevoir avec Mario Tollentino la JH27, toujours aussi peu performante. L'écurie abandonne la compétition après trois Grands Prix et autant de non-pré-qualifications. Vanderpleyn conçoit ensuite la JH29, utilisée pour des stages de pilotage, nouvelle orientation d'AGS après l'abandon de la Formule 1.